# Momo (Piemont)
Momo (piemontesisch Mòm, lombardisch Mum) ist eine Gemeinde mit 2397 Einwohnern (Stand 31. Dezember 2023) in der italienischen Provinz Novara (NO), Region Piemont.
Die Nachbargemeinden sind Barengo, Bellinzago Novarese, Briona, Caltignaga, Oleggio und Vaprio d’Agogna.

## Geographie
Der Ort liegt auf einer Höhe von 213 m über dem Meeresspiegel. Das Gemeindegebiet umfasst eine Fläche von 23 km².